# 2022年6—7月澳門2019冠狀病毒病聚集性疫情澳門本地防疫及醫療安排
2022年6－7月澳門2019冠狀病毒病聚集性疫情期間澳門本地防疫及醫療安排，介紹在2022年澳門2019冠狀病毒病聚集性疫情期間，在澳門對應疫情所作出的防疫及醫療安排，其中包括分級分區精準防控方案、流行病學調查和病毒檢測安排等相關防疫措施或安排。

## 流行病學調查

### 2022年6月19日至24日上午
2022年6月19日，衛生局局長羅奕龍表示病毒源頭仍在調查中，暫時未知是否與深圳同日新增兩宗無症狀感染個案有關聯。
| 截至日期 | 時間     | 共跟進人數 | 密切接觸者 | 非核心密接者（即共同軌跡人士） | 次密接 | 一般接觸者 | 陪同人員 | 相關資料 |
| -------- | -------- | ---------- | ---------- | ------------------------------ | ------ | ---------- | -------- | -------- |
| 6月19日  | 下午4時  | 238人      | 74人       | 109人                          | 17人   | 12人       | 5人      | [ 1 ]    |
| 6月19日  | 晚上10時 | 602人      | 146人      | 375人                          | 36人   | 10人       | 4人      | [ 2 ]    |
| 6月20日  | 上午9時  | 764 人     | 178 人     | 451 人                         | 59 人  | 37 人      | 7人      | [ 3 ]    |

2022年6月20日，在防疫記招中，獄警群組一家人涉兩間學校，包括其太太任教的濠江小學和其女兒就讀的聖心學校幼稚園，當局已根據相關風險評估哪些人須隔離，例如幼稚園學生與中學學生平時的互動不一樣，所以幼稚園學生風險較高。梁亦好又表示由於本輪疫情病例較多，若果涉及一些學生，或會涉及課後活動班或興趣班同學，又或者同班同學，相信仍會有一些新個案會出現，使醫觀人數亦會隨之增加。另一方面，因應有患者曾赴婚宴，中心已安排與陽性病例同枱的人士作核檢和醫學觀察，其他同場人員正開展風險評估，相對風險較高人士會有安排 。梁亦好又表示，由於不少陽性個案是緬甸籍外僱，由於他們不清楚本澳地方或店鋪名稱，故仍待調查確認，當局會適時更新抗疫專頁網站每宗個案的流行病學調查資料，不希望誤導市民，需在確認後公佈有關個案行程 。至於源頭調查方面，衛生局局長羅奕龍表示暫未確定感染源頭，但現時陽性個案已掌握一定關係已做初步流行病學調查，拼圖已有一大塊，後期若發現的個案理論上容易找到連繫，目前已找到這些個案的連繫，對疫情防控是好事。由於全民核檢仍未完成，當中有人士仍未掌握。他又稱，對防疫最核心的環節去確認全部在澳門感染人員，將密切接觸者以有風險人士管控好，在管控期間發病的亦得到管。
| 截至日期 | 時間    | 共跟進人數 | 密切接觸者 | 非核心密接者（即共同軌跡人士） | 次密接 | 一般接觸者 | 陪同人員 | 相關資料 |
| -------- | ------- | ---------- | ---------- | ------------------------------ | ------ | ---------- | -------- | -------- |
| 6月20日  | 下午4時 | 946人      | 201人      | 580人                          | 84人   | 32人       | 13人     | [ 8 ]    |
| 6月21日  | 上午9時 | 1,502人    | 249人      | 920 人                         | 134 人 | 51人       | 104人    | [ 9 ]    |

6月21日防疫記者會上，衛生局傳染病防控處處長梁亦好表示，現時共跟進 304名密切接觸者，大部分已檢疫並正醫學觀察。她稱絕大部分密接、次密接及共同軌跡人士都安排在澳門喜來登大酒店或皇庭海景酒店隔離。至於共同軌跡人士處理方案，梁亦好解釋，這些人士曾與陽性病例處同一場所較長時間，當局根據場所消費記錄等，會主動聯絡及逐個評估具體風險。另外，市民可使用澳門健康碼行程記錄比對病例風險行程，若行程重疊或前後 15分鐘去過患者曾逗留的地方，會變成黃碼。
| 截至日期 | 時間    | 共跟進人數 | 密切接觸者 | 非核心密接者（即共同軌跡人士） | 次密接 | 一般接觸者 | 陪同人員 | 相關資料 |
| -------- | ------- | ---------- | ---------- | ------------------------------ | ------ | ---------- | -------- | -------- |
| 6月21日  | 下午4時 | 2,142 人   | 304人      | 1,229人                        | 164人  | /          | /        | [ 11 ]   |
| 6月22日  | 上午9時 | 2,965 人   | 437人      | 1,655 人                       | 261人  | 61 人      | 486人    | [ 12 ]   |

2022年6月22日，應變協調中心公佈，根據流行病學調查再衍生出多一個群組，涉及黑沙環添豐乾洗店。另外有 7人的流行病學調查仍在進行。他稱，初步發現艷麗大廈群組和獄警群組有一定關聯，乾洗店群組暫時未找到流行病學聯繫。同時有至少5名陽性患者在娛樂場工作，包括一人擔任行政工作、兩名莊荷、一名賭場部經理及有娛樂場清潔工。 
| 截至日期 | 時間    | 共跟進人數 | 密切接觸者 | 非核心密接者（即共同軌跡人士） | 次密接 | 一般接觸者 | 陪同人員 | 相關資料 |
| -------- | ------- | ---------- | ---------- | ------------------------------ | ------ | ---------- | -------- | -------- |
| 6月23日  | 上午9時 | 4,109人    | 554人      | 2,496人                        | 279人  | 108 人     | 562人    | [ 15 ]   |

2022年6月23日疫情記者會中，中心公佈一名醫護人員核酸採樣陽性，為仁伯爵綜合醫院特別急診工作的採樣員，目前沒有任何症狀，已送往醫觀酒店接受隔離醫學觀察。目前暫未確定其受感染的地點是否與工作場所相關，也未發現工作地點其他同事受到感染。群組感染方面再衍生出多兩個群組，涉及澳迪健身會和澳門國際中心，經初步排查國際中心群組與最先發現的三個群組有關聯，健身群組仍在調查當中。
| 截至日期 | 時間    | 共跟進人數 | 密切接觸者 | 非核心密接者（即共同軌跡人士） | 次密接 | 一般接觸者 | 陪同人員 | 相關資料 |
| -------- | ------- | ---------- | ---------- | ------------------------------ | ------ | ---------- | -------- | -------- |
| 6月24日  | 上午8時 | 5,308人    | 717人      | 3,283人                        | 285人  | 285人      | 589人    | [ 18 ]   |

### 2022年6月24日起
2022年6月24日疫情記者會中，衛生局局長羅奕龍公佈確診群組再增多一個，“新增的第六個群組是四季名店員工更衣室涉及4人。另有14人待定或調查中。上葡京婚宴群組至今需管控416人，包括工作人員 83人，同場賓客共 333人。
2022年7月7日疫情記者會上，應變協調中心公佈根據最近500例個案的流行病學調查發現，涉及的場所有三類，包括：家居、宿舍和工作場所。這是由於Omicron BA.5.1的傳播性非常強，當人員身處一個場所且沒有佩戴口罩，倘其中有一人是感染者，其他人受感染的風險則會非常高，故此，再次呼籲市民尤其在工作場所時要佩戴好口罩，保持適當距離，做好個人衛生。
| 截至日期 | 時間     | 共跟進人數 | 密切接觸者 | 非核心密接者（即共同軌跡人士） | 次密接  | 一般接觸者 | 陪同人員 | 相關資料 |
| -------- | -------- | ---------- | ---------- | ------------------------------ | ------- | ---------- | -------- | -------- |
| 6月24日  | 午夜12時 | 7,208人    | 822人      | 4,394人                        | 295人   | 882人      | 625人    | [ 22 ]   |
| 6月25日  | 午夜12時 | 7,830人    | 982人      | 5,363人                        | 292人   | 296人      | 636人    | [ 23 ]   |
| 6月26日  | 午夜12時 | 8,283人    | 1,102人    | 5,550人                        | 296人   | 337人      | 641人    | [ 24 ]   |
| 6月27日  | 午夜12時 | 8,996人    | 1,244人    | 6,087人                        | 312人   | 296人      | 643人    | [ 25 ]   |
| 6月28日  | 下午3時  | 9,256人    | 1,332人    | 6,216人                        | 353人   | 295人      | 446人    | [ 26 ]   |
| 6月29日  | 上午8時  | 9,476人    | 1,437人    | 6,258人                        | 354人   | 294人      | 649人    | [ 27 ]   |
| 6月30日  | 上午8時  | 10,108人   | 1,614人    | 6.436人                        | 489人   | 334人      | 663人    | [ 28 ]   |
| 7月1日   | 上午8時  | 10,484人   | 1,681人    | 6,641人                        | 523人   | 334人      | 667人    | [ 29 ]   |
| 7月2日   | 上午8時  | 10,792人   | 1,747人    | 6,798人                        | 538人   | 334人      | 681人    | [ 30 ]   |
| 7月2日   | 下午3時  | 10,949人   | 1,779人    | 6,907人                        | 549人   | 333人      | 687人    | [ 31 ]   |
| 7月3日   | 下午3時  | 11,385人   | 1,898人    | 7,077人                        | 603人   | 333人      | 690人    | [ 32 ]   |
| 7月3日   | 凌晨12時 | 11,915人   | 2,021人    | 7,371人                        | 639人   | 332人      | 700人    | [ 33 ]   |
| 7月4日   | 凌晨12時 | 13,010人   | 2,220人    | 8,140人                        | 665人   | 332人      | 712人    | [ 34 ]   |
| 7月5日   | 下午3時  | 13,623人   | 2,295人    | 8,640人                        | 702人   | 332人      | 712人    | [ 35 ]   |
| 7月6日   | 上午8時  | 14,188人   | 2,370人    | 8,916人                        | 767人   | 332人      | 716人    | [ 36 ]   |
| 7月7日   | 上午8時  | 15,116人   | 2,556人    | 9,498人                        | 792人   | 331人      | 722人    | [ 37 ]   |
| 7月8日   | 上午8時  | 17,378人   | 2,722人    | 10,096人                       | 811人   | 255人      | 734人    | [ 38 ]   |
| 7月9日   | 上午8時  | 18,377人   | 2,837人    | 10,592人                       | 836人   | 255人      | 749人    | [ 39 ]   |
| 7月10日  | 上午8時  | 19,288人   | 2,974人    | 10,834人                       | 900人   | 255人      | 762人    | [ 40 ]   |
| 7月11日  | 上午8時  | 19,585人   | 3,022人    | 10,922人                       | 916人   | 255人      | 765人    | [ 41 ]   |
| 7月12日  | 上午8時  | 19,956人   | 3,110人    | 11,080人                       | 935人   | 254人      | 766人    | [ 42 ]   |
| 7月15日  | 上午8時  | 20,529人   | 3,053人    | 11,277人                       | 1,121人 | 254人      | 772人    | [ 43 ]   |
| 7月16日  | 上午8時  | 20,994人   | 3,226人    | 11,361人                       | 1,227人 | 254人      | 776人    | [ 44 ]   |
| 7月18日  | 上午8時  | 21,378人   | 3,475人    | 11,533人                       | 1,276人 | 254人      | 777人    | [ 45 ]   |
| 7月19日  | 上午8時  | 21,764人   | 3,478人    | 11,676人                       | 1,284人 | 254人      | 778人    | [ 46 ]   |
| 7月20日  | 上午8時  | 22,100人   | 3,505人    | 11,869人                       | 1,316人 | 254人      | 780人    | [ 47 ]   |
| 7月21日  | 上午8時  | 22,353人   | 3,510人    | 12,083人                       | 1,321人 | 256人      | 780人    | [ 48 ]   |
| 7月24日  | 上午8時  | 22,899人   | 3,543人    | 12,380人                       | 1,360人 | 253人      | 786人    | [ 49 ]   |

## 常規與全民核酸檢測計劃

### 不排除採取多輪全民核檢
6月26日防疫記者會上，社會文化司司長歐陽瑜表示，特區政府亦與鍾南山院士領導的疫情預測預警團隊進行了視像會議，團隊主要為澳門的疫情發展和政府防控措施作出科學評估，團隊的評估認為Omicron BA.5傳播性強，隱匿性強，宜採取多輪全民核酸檢測及高效流調，以及風險人群管控，是預防的關鍵。團隊也認為澳門已迅速應對，但由於感染規模上升迅猛，急需進一步加強流調能力，增加核酸檢測點，降低人員流動，急需同步清理病毒傳播鏈，儘快撲滅社會面傳播。從疫情的數據來看，目前病毒正不斷在社區蔓延，前兩輪的全民核酸檢測、重點區域和重點人群核酸檢測，以及全民快速抗原檢測等措施，均發揮了作用，有助社會面的疫情管控

## 協助核酸檢測
社會工作局與衛生局協調全澳 35間長者和康復院舍，為院友和員工作核酸檢測，6月19日至20日共為 3,658人採樣，包括 2,807名院友以及 851名工作人員。
為配合全民核酸檢測的工作，社會工作局及衛生局即日起為社區上屬行動不便的人士（如：長期卧床、嚴重病患且不便於行）提供上門核酸檢測的服務。去年全民核酸檢測期間曾接受上門核酸檢測服務的人士不必再作申請。

## 颱風期間病毒核酸檢測及疫苗接種站特別安排
- 7月1日，因應氣象局對颱風暹芭將發出八號風球，應變協調中心公佈八號風球下核酸檢測站安排，當8號或更高風球發出後，設於北安客運碼頭、綜藝館、鏡湖醫院、科大醫院、工人體育館、青茂口岸、橫琴口岸的常規病毒核酸檢測站服務暫停，並將於8號風球除下2小時後重新開放。預約時段受颱風影響而未能前往進行核酸檢測的人士，可持原有的預約憑證於3日內（7月2至4日）直接前往原預約地點接受採樣，毋需重新預約。另外，為便利黃碼區居民增設的望廈體育館1樓、石排灣公立學校、勞校中學附屬幼稚園、沙梨頭活動中心、培正中學核酸檢測站，以及停泊在澳門大學附屬應用學校、河邊新街凱泉灣總站的流動核酸採樣車，當8號或更高風球發出後亦暫停服務，呼籲居民不要前往，黃碼區居民在8號風球除下後兩小時直接前往原地點接受採樣。應變協調中心並呼籲，居民留意天氣狀況，切勿在惡劣天氣下外出。黃碼人士不會因為在8號風球或惡劣天氣期間無法進行核酸檢測，而導致其健康碼被轉為紅碼[53]。
- 7月1日下午約4時，新型冠狀病毒感染應變協調中心表示，由於颱風關係，低窪地區可能出現水浸情況，7月1日停泊於河邊新街凱泉灣總站的流動核酸採樣車將於下午5時停止服務，已預約當天下午5時後的居民，可移步至其他鄰近的核酸檢測站進行核酸採樣[54]。
- 7月1日晚上7時30分，應變協調中心宣佈因應八號風球生效，為便利黃碼人士增設的望廈體育館1樓、石排灣公立學校、勞校中學附屬幼稚園、沙梨頭活動中心、培正中學核酸檢測站以及流動核酸採樣車，將為現場已到站的人士完成採樣後即時停止服務，呼籲未出門的居民不要前往。預約時段受颱風影響而未能前往進行核酸檢測的人士，可持原有的預約憑證於3日內（7月2至4日）直接前往原預約地點接受採樣，毋需重新預約。黃碼人士不會因為在8號風球或惡劣天氣期間無法進行核酸檢測，而導致其健康碼被轉為紅碼[55]。
- 因颱風關係，綜藝館和湖畔衛生中心疫苗接種站7月2日全日暫停服務。[56] 鏡湖醫院病毒核酸檢測站和疫苗接種站直至八號風球取消後將恢復如常運作[57]。
- 7月2日晚上8時30分，氣象局由八號風球改發三號風球，應變協調中心宣佈為黃碼人士增設的核酸檢測站和流動核酸採樣車在當天晚上不提供服務，受影響人士可預約各個核酸檢測站進行採樣，詳情稍後公佈。應變協調中心強調，黃碼人士在8號風球或惡劣天氣期間無法進行核酸檢測，不會因而導致其健康碼被轉為紅碼[58]。

## 快速抗原檢測
- 2022年6月19日上午緊急防疫記招中，社會文化司司長歐陽瑜表示所有人士如完成全民檢測後將獲派三個新冠病毒快速抗原檢測套裝，但市民暫時還未能使用快速抗原檢測，需等待政府另行通知方可使用。衛生局局長羅奕龍表示，屆時政府會視乎疫情的發展和實際情況，通過電視宣傳片、網站和圖文包通知市民使用新冠病毒快速抗原檢測套裝，快速試劑的核檢結果會顯示在健康碼上。若有二次爆發，市民可透過快速抗原檢測套裝自行檢測，在前往全民核檢地點前做檢測，能進一步預防社區傳播。羅奕龍又指，當局早前已大量購入試劑，目前數量足夠供應給市民，未來會繼續增購。市民應先學好如何使用，望市民合作[59]。

- 2022年6月20日凌晨，新聞局發出圖文包，講解快速抗原檢測結果的申報步驟[60]。同日中午，應變協調中心表示因應全民檢測中共發現6個10混1樣本初檢及覆檢呈陽性，中心呼籲在上述時間及地點輪候採樣的市民無需擔心，應做好自我健康管理，在採樣後的兩日內可進行一次自我抗原檢測並上載檢測結果，如有不適可到醫院急診接受進一步檢查[61]。

- 2022年6月21日，為全澳居民進行一次抗原檢測，具體做法和安排在當天防疫記者會中指將於當天晚上公佈。[62] 其後於6月22日凌晨公佈詳情，要求全部在澳人士必須於6月22日當天內進行1次快速抗原檢測，重點區域人群則必須進行1次快速抗原測試，結果為陰性後才可外出進行重點區域核酸檢測。[63]

- 2022年6月22日下午，應變協調中心發出新聞稿，對於長者未能自行進行快速抗原檢測，中心指如長者未能自行進行快速抗原檢測，可請家人及親友協助，若仍有困難，則暫可無須進行檢測，不會影響出行。[64]

- 2022年6月24日，應變協調中心宣佈全澳居民於6月25日內進行一次快速抗原檢測。[65]

- 2022年6月25日，民防中心宣佈全澳市民必須於6月25、26日進行自我快速抗原測試，除指定區域人士須到核檢站進行採樣外，市民均應留在家中，停止非必要活動，減少社會流動，降低交叉感染風險[66]。另外，參與6月25日重點區域檢測人士須進行一次自我抗原檢測並透過澳門健康碼申報檢測結果，檢測結果為陰性方可到核檢站進行核酸檢測[67]。

- 2022年6月26日，新型冠狀病毒感染應變協調中心宣佈於6月27日上午9時至6月28日下午6時時展開全民核酸檢測計劃，總共33小時。由該輪全民核酸檢測計劃起，所有人士在出門前往核檢站前，須先進行一次自我快速抗原檢測並作出申報，檢測結果為陰性方可到核檢站進行核酸檢測，並於進入核檢站時出示載有快速抗原檢測結果為陰性的健康碼或檢測結果陰性的照片，否則不能入站[68]。

- 2022年6月28日，新型冠狀病毒感染應變協調中心決定，全澳市民必須於6月29至30日連續2天，每天進行1次快速抗原檢測。如市民於6月29日沒有申報快速抗原檢測結果，其澳門健康碼於6月30日凌晨零時轉為黃碼，市民須於6月30日內申報快速抗原檢測結果，澳門健康碼可轉回綠碼，否則其澳門健康碼將於7月1日凌晨零時被鎖定黃碼，必須自費進行核酸檢測才能變回綠碼[69]。

- 2022年6月30日，新型冠狀病毒感染應變協調中心宣佈，全澳市民必須於7月1日至2日連續2天，每天進行1次新型冠狀病毒快速抗原檢測及上載申報其檢測結果[70][71]。

- 2022年7月3日，應變協調中心宣佈除三類重點人群和黃碼人士外，其餘在澳人士7月3日則暫停進行1次新型冠狀病毒快速抗原檢測。而早前向居民派發的快速抗原檢測套裝，若已按要求用作快速檢測，7月2日應剩餘1個快速抗原檢測套裝，請妥善保管，留待7月4日至5日的新一輪全民核酸檢測出門前使用。[72]

- 2022年7月4日至9日，為配合新一輪全民核酸檢測計劃開展，除進行全民核檢前進行一次快速抗原檢測外，其該指指定時間段內亦需每天進行一次快速抗原檢測，如不上傳結果其健康碼將鎖定為黃碼。[73]

- 2022年7月10日至18日，一連八日內每天須進行一次快速抗原檢測，並把檢測結果上載到抗原結果申報平台。[74]

- 2022年7月24至31日，澳門防疫進入“鞏固期”，期間要求市民每天自我抗原檢測，並上載系統。[75]

- 2022年8月7日，因應珠海出現一例澳門輸入陽性個案，應變協調中心決定，全澳居民須於今明兩日（8月7和8日）每天各進行1次（即合共2次）新型冠狀病毒快速抗原檢測（下稱快速抗原檢測）。而在參與重點區域核酸檢測前已進行快速抗原檢測的人士，8月7日則無需重複進行1次快速抗原檢測。[76]

### 新增快速抗原檢測結果提交要求
7月2日，新型冠狀病毒感染應變協調中心（下稱應變協調中心）表示，為了總結不同牌子快速抗原檢測試劑實際應用情況、敏感性和特異性，建議居民在拍攝快速抗原檢測結果的照片時，連同抗原檢測試劑的包裝盒一同拍攝並上載，希望居民配合。應變協調中心強調，上述要求為自願性質，即使沒有連同包裝盒的資料上載，並不會視作無效申報，且不會影響健康碼。此外，如已經上傳了今天的快速抗原檢測結果，亦不用重新上傳。呼籲居民無須擔心。

### 快速抗原檢測結果與成效
在6月22日防疫記招中，衛生局局長羅奕龍表示抗原測試與傳統核酸檢測各有優缺點，具互補作用，全民核檢會造成一定程度聚集和傳播風險，但更具敏感性和準確，可發現早期病人，並儘早管控患者以及高風險人群；抗原檢測可在家自行操作，但可能會出現誤判或未能檢出病毒量較低病人，他強調不同地方有不同策略，有些地方會連續做全民核酸亦達到清零效果，本澳會按不同時間段組合推出措施，目的是防範疫情在社區擴散。
- 截至2022年6月22日下午4時，自我抗原檢測共有37.3萬人次上報，有31個陽性申報，當中透過圖片觀察初步懷疑11人可能是陽性病例，正進行核酸檢測，另有369,236人陰性，437人不確定。但發現有13個出現誤判，將安排緊急核檢[80][81]。

- 6月22日至6月23日凌晨零時，共有561,677人次已透過澳門健康碼快速抗原檢測結果申報平台申報檢測結果，當中透過圖片觀察初步懷疑14人可能是陽性病例，正進行核酸檢測，另有554,530人陰性，630人不確定。[82]

- 6月23日公佈的系統呈報：6月22日共接獲82宗自我申報陽性個案，經過衛生局後台檢測圖片確認，陽性個案有37宗，共涉及29人，原因是有個案反覆上傳。衛生局會盡快將有關人士送往醫院，通過核酸檢測確認[83]。

- 6月26日，共有 577,737人次上載快速抗原檢測結果，其中 51人次報稱陽性。經審核，22人次快速抗原檢測陽性，排除重覆上載，共有 20人快測陽性[84]。

- 6月28日，衛生局公佈該輪全民核酸檢測計劃期間，截至當天下午3時，共65萬人上傳快速抗原檢測結果，共有62人申報陽性，經審查，涉及陽性為36人[85]。

- 6月29日下午3時，有27名人士呈陽性和申報，已即時跟進[86]。全日共有625,313人次進行了抗原檢測並上載結果，共發現37名抗原檢測陽性人士，其中29人屬於社會面感染，另外8人是在醫學觀察酒店中通過快測驗出陽性[87]。

- 6月29日下午3時，有429,621人次進行快速抗原檢測並上載結果，其中26名人士呈陽性和申報，其中19人屬於社會面感染，另外7人在醫學觀察酒店中發現[87]。

- 6月30日，抗原檢測並上載結果至系統的有625,313人次，在上一日共發現37名抗原檢測陽性人士，其中29人屬於社會面感染，另外8人是在醫學觀察酒店中通過快測驗出陽性。至當天下午3時，進行快速抗原檢測並上載結果至系統的有429,621人次，當中有26人申報其結果為陽性，其中19人屬於社會面感染，另外7人在醫學觀察酒店中發現[71]。

- 7月5日全日，共有54.8萬人次上傳自我快速抗原檢測結果，經核實後，共有33人抗原檢測呈陽性，其中25個屬社會面個案、8個屬管控期發現個案。7月6日截至下午3時，共41.3萬人次上傳檢測結果，經核實後，共有18人抗原檢測呈陽性，其中13個屬社會面個案、5個屬管控期發現個案[88]。

- 7月25日全日，共有 59.4萬多人上載抗原檢測，約有 2.7萬人沒有上載抗原檢測，相關人士的健康碼會轉為黃碼。[89]

### 定時公布藥房抗原試劑存量
6月27日防疫記者會上，感染應變協調中心代藥物監督管理局公佈就關注到市民關心市面上新冠病毒快速抗原測試試劑的供應情況，藥物監督管理局將每兩小時在藥物監督管理局網頁公布本澳藥房試劑的存量，以供市民參考。因應本澳的疫情變化，相關進口商已加大進口量，並預計於本周內陸續到貨，而大藥房商會表示藥房也會盡快補貨。當局呼籲市民不需選購特定品牌，亦不需過量囤積搶購。

### 更新申報平台通報
7月6日，應變協調中心宣佈為迅速有效聯繫和服務處於感染風險狀況的人士，尤其是核酸混檢樣本為陽性，或是快速抗原檢測結果為陽性的人士，請所有在澳人士在快速抗原檢測結果申報平台上，除了填寫其本人常用電話外，還請提供多一個緊急聯絡電話號碼，尤其是因工作期間或不便接聽時可聯絡的電話號碼。同時，在澳人士必須提供詳細的常住地址或身處位置的具體地址；尤其是快速抗原檢測結果為陽性時，須立即透過系統申報，以便當局提供適切服務，而不論是否有發熱、呼吸道症狀，儘快召喚救護車。

### 快速抗原檢測爭議
6月22日，新型冠狀病毒感染應變協調中心要求全澳居民在當天內必須完成快速抗原檢測，在上午時間系統平台一度出現故障，有不少市民上載時無法提交感到無奈，又形容情況是正常表現，亦有市民擔心若未能上載會否影響外出，從而影響預約了的檢測。
6月22日下午，部分長者到培正中學臨時核檢站向工作人員查詢如何進行抗原檢測，亦見有不少長者手上拿着快速檢測套裝或電話向婦聯檢測站的工作人員查詢，表明自己看不懂操作說明。亦有外僱表示，自己看不懂有關說明。部分市民表示，很多長者不懂自我檢測或會易受傷。有長者去到氹仔海洋花園衛生中心請幫忙、但不受理，只好回家再看短片學習。亦有長者表示，只能靠家中子女才能完成自我快檢。反映出部分防疫措施沒有考量不同人群的需要。

## 對特定工種或院舍採取閉環管理

### 對前線醫護採閉環管理
6月23日，衛生局通報一名於山頂醫院特別急診工作的確診採樣員染疫，對於所有醫護人員及參與抗疫工作的前線人員承受很大風險，衛生局局長羅奕龍指會為他們提供指引、流程、培訓、防護裝備等，但面對大量病人一定有感染風險，故有特別工種要閉環管理 。

### 長者院舍實施防範式閉環管理
6月24日，因應疫情持續，社會工作局正在協調全澳24間長者院舍今起陸續實施「防範式閉環管理措施」。在有關方案啟動後，院舍的所有人員（包括長者及員工）不可外出，並需定期檢測；同時謝絕外來探訪，採取無接觸物資交收安排等措施，落實「外防輸入，內防擴散」的院舍防疫策略，在最大程度上保障長者和員工的健康與安全。
6月25日，社會工作局社會互助廳廳長蔡兆源在疫情記者會上表示，院舍在疫情發生後，除了即時停止接待外來訪客外，亦在環境衛生、人員管理、運作安排、服務提供，以及感染控制等多個方面作出調整，加強各項防疫措施。此外，在特區政府推行多次全民核酸和快速抗原檢測期間，社工局與衛生局亦協同各間長者院舍，提供所需物資由曾受採樣培訓的院舍專業人員，為院內合共3,000多名長者及員工進行檢測，免卻他們需離院外出而帶來感染風險。社工局亦因應疫情風險的增加，為各間院舍提供快速抗原檢測劑，安排員工在上班前及需要時先行檢測。6月24日澳門已有9間長者院舍開始實施閉環管理，而其餘的15間將於6月25日陸續開始實施。社工局早前已向院舍發出執行閉環管理的工作指引，並與衛生局聯合為院舍員工提供感染控制的專業培訓，同時協助院舍制定相關的流程及預案，支援院舍落實各項措施。昨日，社工局亦有因應個別院舍的要求，提供所需的摺床、枕頭和床墊等物資及其他防疫物品。
6月27日，社會工作局社會互助廳廳長蔡兆源於疫情記者會上表示，全澳長者院舍目前實行閉環管理，而各種院舍員工年初已接受相關的專業培訓，可配合防疫工作需求。是次三輪全民核酸檢測均由院舍內的醫護及專業人員為院友進行採樣。全澳24間長者院舍自24日起進行防範式閉環管理，前兩輪的全民核檢結果，30多間長者院舍及康復院舍共為包括服務使用者及員工等4,100名人士進行檢酸採樣，核檢結果全數為陰性，現正進行第三輪全民核檢，運作大致順暢。他又稱，各間院舍的全民核檢均由院舍內的醫護及專業人員為院友進行核酸採樣。蔡兆源表示，今年初已協助全澳65間社會服務設施制定防疫相關的流程及預案，及為設施內的370多名相關人員舉辦七場應對疫情的工作坊，而當中的65名核心人員更完成兩場深化培訓，並曾在衛生局轄下的核酸檢測站實習，均具備能力進行核檢，為長者服務，當院舍內需要開展檢測時，便由上述人士作指導帶領其他院舍人員進行核檢工作。

### 殘疾人士與戒毒院舍實施防範式閉環管理
6月28日，社會工作局表示，鑑於本澳疫情日趨嚴峻，社區感染風險不斷提高，社會工作局協調全澳11間殘疾人士院舍與1間戒毒院舍今明起陸續實施「防範式閉環管理措施」。在啟動有關方案後，除特定人員外，院舍的所有人員（包括服務使用者及員工）需留在設施內不可外出，並需定期檢測；同時謝絕外來探訪，配合無接觸式物料交收等措施，落實「外防輸入，內防擴散」的防疫策略。經綜合分析疫情的最新發展狀況，結合鄰埠和其他地區的抗疫經驗，社會工作局已向上述院舍發出執行閉環管理的工作指引。其中，4間殘疾人士院舍已於6月28日起實施防範式閉環管理措施，其餘7間殘疾人士院舍與1間戒毒院舍將於6月29日起執行有關措施，力求盡快在院舍尚未出現疫情之前，將院舍與社區之間的接觸機會減至最低，最大程度保障院友和員工的健康與安全。

### 社工局加強院舍防控措施
7月3日，社會工作局局長韓衛在防疫記者會中指，社會工作局自6月24日起，陸續在合共36間包括長者、康復及戒毒院舍，實施防範式閉環管理措施，力求儘快在院舍尚未出現疫情之前，將院舍與社區之間的接觸機會減至最低，最大程度保障院友和員工的健康與安全。上述36間院舍於執行閉環管理期間，向合共4,700多名服務使用者及員工進行採樣，至少已進行了15次核酸檢測或快速抗原測試。其中，35間院舍的檢測結果全為陰性。

### 內地醫護入住酒店安排
7月6日防疫記者會上，有記者關注650名從珠海抵澳原入住澳門威尼斯人酒店撤離的原因，被問及到該酒店是否存在病毒傳播情況對該酒店進行封控。衛生局山頂醫院醫務主任李偉成表示，當初考慮到團隊規模而安排入住威尼斯人，但威尼斯人是大酒店，團隊用不了所有設施。團隊可能是想轉到相對獨立或小規模的酒店，以易於管理，能夠做到相對閉環。被問到是否與四季名店爆發群組感染有關？李偉成強調應該無太大關係，因為距離相當遠。如發現任何跡象顯示酒店有病毒傳播，也會採取果斷行動阻斷傳播鏈。至於入住哪間酒店則有消息再公佈。他又稱，在酒店閉環管理，並不是要封那家酒店。入住者不是病人或密接者，某程度採取兩點一線模式，透過特定交通工具來回兩點之間。衛生局也有租用酒店予從事高危工作崗位同事作閉環管理，員工某程度可自由出入，但不可進入社區，家人仍可提供生活物資，目的是當萬一感染病毒時，減少影響社區的風險。

### 改善閉環院舍員工工作環境
7月8日防疫記者會上，社會工作局表示，局方持續關注和研究可行方案，務求讓正處於閉環管理的院舍員工有更多休息時間，以至可以與家人相聚。社工局非常感謝院舍員工為保護和照顧服務使用者所作的付出，同時，局方也不會忘記員工們的需要，因此，局方一直與各院舍保持密切聯繫，持續為增加員工休息時間及回應其家庭需求，研究各種可行方案，例如尋找一些相對獨立的場所，並以點對點方式接送員工到該處休息，另外也研究以增加人手支援的方案，從而達到讓員工可輪休換更之目的，然而，增加人手支援院舍工作並不容易，當局需要時間研究相關方案。

### 院舍員工出環輪休方案
7月12日，社會工作局正與各間受資助院舍及其管理實體跟進方案的實施細節，爭取在短期內落實執行。基於防疫的要求，有關員工在休假之後、返回院舍之前，需要在閉環院舍員工輪休隔離設施進行為期7天的隔離並須每天接受核酸檢測。各間院舍現正評估在平衡疫情防控、服務要求與員工需要的前提下能夠回家輪休的員工具體數目，視乎各間院舍人力資源情況而定。目前掌握的初步數據顯示，受資助長者院舍和康復院舍在同一時間平均可安排近20%的員工出環輪休。
至7月14日，共有4間院舍、合共6名員工出環輪休，當中包括2位社工、2位活動協調員、1位個人照顧員，以及1位廚師。另外，在7月14日及之前，已有2間院舍安排了合共9名員工開始為期7天的入環前隔離，他們在完成隔離期後將入環進行人員輪換。社會工作局表示，理解員工對出環輪休的期望殷切，期盼措施儘快開始執行，局方亦明白院舍在落實有關措施方面需時準備，以策萬全。因此，社工局將會積極跟進有關情況，支援院舍在條件許可的最大範圍內，儘快安排更多的員工出環輪休，回家休息。

### 監獄實行防範式閉環管理
7月13日，懲教管理局介紹路環監獄自7月4日起實施防範性閉環管理措施的詳情。
由6月19日澳門特別行政區宣佈進入即時預防狀態起，暫停所有對外服務，包括探訪、會見社工等。路環監獄及少年感化院人員需每天進行快速抗原測試，獲派發使用N95口罩、保護衣、護目鏡、手套、探熱槍、酒精搓手液等個人保護裝備及防疫物資，並每天定時以消毒藥水清潔倉區、院區、囚車及其他公共設施，以確保人員的健康及安全。
考慮到該輪疫情嚴重加上監獄為人口高度密集且封閉的地方，懲教管理局不得不採取更加嚴格的防疫措施，於7月4日起，於路環監獄實施防範性閉環管理措施。參與防範性閉環管理的人員包括獄警、醫護、廚師總共三百一十人，防範性閉環管理啟動後，除第一批當值的獄警外，其他參與輪值的獄警人員需先隔離七天，然後工作七天，再返回社區。監獄安排輪值的獄警人員，入住澳門保安部隊高等學校提供的宿舍，有關場所為保安及獄警學員的宿舍，歷屆學員於培訓階段，都曾入住超過半年時間。上述宿舍配置了基本的生活設備，當中包括有充足的晾曬空間，具備符合衛生標準的床舖、用品、盥洗等設備，並提供制服乾洗服務。局方十分重視閉環人員的起居飲食，每日膳食由員工餐廳直接配送，並備有微波爐供人員使用。局方持續關注閉環人員的生活需要及身心健康，提供適切的支援和心理輔導服務。
由於疫情嚴峻，為防止病毒的輸入，監獄須停止一切非必要之活動，當中包括探訪活動及傳遞物品等。然而，為保障在囚人的身心健康，監獄的專業社工和心理輔導人員為在囚人及其家屬提供大量支援，當中包括依法安排在囚人輪候打電話；接聽家屬的諮詢，處理在囚人的信件，以便跟進緊急的事務；亦會持續跟進網上的視像探視申請，適時作出安排；此外，並會提供資訊廣播，讓在囚人了解疫情的發展和相關訊息；對於有特殊的情況，社工會透過視像形式對在囚人進行輔導和支援。
8月2日，澳門進入“穩定期”，懲教管理局宣佈探訪在囚人及院生的服務繼續暫停至另行通知。
8月5日，懲教管理局經諮詢衛生局意見後，決定由上午7時起解除防範性閉環管理措施。李德輝會後補充，在囚人士的探訪將於8月8日起恢復。

### 閉環院舍放寬措施
8月2日，澳門進入“疫情穩定期”，36間現正實施閉環管理的院舍，有條件的員工自當天起，可選擇以閉環或不閉環的方式工作；而院舍在8月2日至15日期間將會繼續暫停探訪。社會工作局期望在本澳情況持續向好的情況下，社服設施能夠循序漸進恢復到今波疫情前的一般安排。
8月10日起，受資助的日間社會服務設施逐步恢復運作。在復運初期，設施暫停舉辦群集性活動，必要的小組服務適當限制參與人數。在8月10日至15日期間，受資助托兒所、長者日間護理服務、殘疾人士展能服務暫仍維持友善服務的名額上限安排。上述提及的各類社會服務設施的服務使用者、員工和訪客進入設施時，無須再出示抗原檢測或核酸檢測證明。由於本澳在8月10日可能仍會受到不穩定天氣的影響，服務使用者和家屬應留意最新天氣消息。倘有需要，可向所屬設施查詢其服務安排。自8月10日起，11間康復院舍和1間戒毒院舍解除所有閉環管理措施；自8月15日起，24間長者院舍亦解除所有閉環管理措施，恢復正常運作及探訪安排。

### 臨時調整受資助社服設施運作安排
8月7日，珠海通報一例澳門輸入的陽性個案，鑑於特區政府須因應重點區域及相關人群的核酸檢測結果評估疫情風險，為在最大程度上保障服務使用者，尤其幼兒、長者及殘疾人士的健康和安全，社會工作局宣佈在8月8日當天，除應急及支援服務維持正常運作外，受資助托兒所、長者日間護理服務、殘疾人士展能服務暫停開放及暫停提供友善服務；長者、康復及戒毒院舍維持基本的閉環管理，服務使用者繼續留院不外出，停止訪客探訪，採用無接觸式的物料交收方式；至於其他的日間及社區服務設施繼續暫停運作。有關各類受資助社服設施的續後運作安排，社會工作局將會視乎疫情發展再作公佈。市民倘有需要，可向所屬設施查詢其運作安排。社會工作局期望市民理解及作出配合，同時呼籲非受資助社服設施跟隨有關防控措施。此外，由社會工作局舉辦的各項活動將會取消。
8月15日，社會工作局公佈，因應疫情風險緩和，受資助托兒所及長者院舍自8月15日（星期一）起恢復正常運作。自當日起，受資助托兒所的服務名額上限為原有的准照名額。長者院舍解除所有閉環管理措施，恢復原有探訪安排及相關防疫措施：倘院舍長者尚未接種疫苗，來訪親友須出示48小時內結果為陰性的核酸檢測證明；倘院舍長者已接種疫苗，來訪親友須出示7天內結果為陰性的核酸檢測證明，或出示已接種兩劑新冠病毒疫苗的證明。

## 加強各行業防疫工作

### 博企加強防疫工作和核酸證明要求
2022年6月26日，新型冠狀病毒感染應變協調中心表示，根據衛生局的指引，包括員工上班時及要求進入娛樂場之前須出示48小時核酸陰性報告，以及每天的抗原檢測陰性結果，以保障疫情防控工作，避免在人群聚集較多的地方爆發疫情。根據博彩監察協調局提供的資料，博企會為員工提供抗原檢測包，以及KN95或 N95口罩，員工核酸檢測費用會由博企支付。
2022年6月28日，博彩監察協調局宣佈，為配合特區政府總體防疫工作，根據衛生局6月26日發出“本地疫情期間娛樂場等公共場所減少傳播風險的措施”指引規定，全澳娛樂場新增多項防疫措施，包括所有進入娛樂場範圍的人員，包括顧客、工作人員及公共部門人員，均須持有48小時 (即採樣日及之後2天) 內核酸檢測陰性證明、博企工作人員上班前或進入娛樂場前當天快速抗原檢測為陰性等措施。上述有關博彩員工做核酸檢測費用、快速抗原檢測包等，均由博企負責及提供。經博彩監察協調局與博企溝通後，博企積極配合特區政府的防疫政策及作出適當之安排，上述指引將於7月1日上午7時實施。

### 加強建築地盤或工程防疫工作
6月28日，公共建設局和土地工務局宣佈，為進一步嚴格控制疫情傳播風險，由6月29日開始，一旦地盤有工人確診，將通報衛生局，並要求有工人確診的地盤必須停工。配合特區政府總體防疫工作，參考衛生局發出相關工作場所的指引規定，公共建設局及土地工務局要求，公共及私人工程的地盤必須落實及採取各項嚴格的防疫措施，包括要求人員每天上班前，均須進行自我快速抗原檢測，結果為陰性並上傳至申報平台後，才可進入地盤；如抗原結果為陽性，應立即申報及通知消防局，同住人員均不能外出。此外，由7月1日上午7時起，進入地盤的人員均須持有48小時（即採樣日及之後2天）內核酸檢測陰性證明，持有健康碼綠碼。

### 政府緊急宣佈取消入賭場及地盤持核檢措施
6月30日近下午3時，民防行動中心發佈消息：新型冠狀病毒感染應變協調中心表示，為免人流聚集，造成病毒傳播風險，現宣佈調整對進入娛樂場範圍及進入地盤的人員之防疫措施，有關人士無須出示 48小時核酸陰性報告，但仍須在進入上述場所前進行自我抗原檢測，並將結果於健康碼內的申報平台如實申報。中心其後發新聞稿表示，因應建築業和娛樂場員工人數眾多，兩天一檢核酸儘管可降低工作場所傳播風險，但會造成核酸站人員聚集，不利抗疫，結合近期全民核酸和快速抗原檢測結果，經與有關部門研究和協商後，現決定取消上述工種人士上班前48小時核酸檢測陰性證明的要求，但仍須在進入上述場所前進行快速抗原檢測，並將結果於澳門健康碼內的申報平台如實作出申報，由相關監管實體制定監督機制；同時亦須配合特區政府的防疫指引和措施。

### 本地疫情期間娛樂場等公共場所減少傳播風險的措施指引
6月30日，衛生局發出本地疫情期間娛樂場等公共場所減少傳播風險的措施指引，有疑似2019冠狀病毒病症狀、健康碼紅碼或黃碼人士，不可上班及進入場所。所有進入娛樂場範圍人員，包括顧客、工作人員及公共部門人員，均須持有在澳門健康碼上顯示的當天快速抗原檢測陰性證明。指引建議，工作人員面對客人盡可能戴KN95或以上標準口罩；鼓勵員工使用電單車、私家車和的士等非巴士的交通工具，乘坐公司員工巴盡可能開窗及隔行坐；上班期間和下班後都不可聚集等。指引又稱，如工作場所中有任何人陽性，應立即要求未上班人士暫停上班，已上班人士暫停活動和他人相處，戴好口罩，在室外地方等待當局指示。指引除了適用繼續開放的娛樂場外，其他繼續開放的公共場所亦適用，包括盡量安排在家工作，提供線上服務等；陽性個案所在部門應暫停運作，有關人員應暫停上班及外出。相關防疫指引已上載抗疫專頁可查閱。

### 下令關閉特定場所
7月4日晚上，衛生局發出通告，經流行病學調查，路氹城四季名店一樓已有40多名工作人員確診，涉及多間店舖。當局命令四季名店一樓所有店鋪由4日晚上8時起10日午夜11時59分關閉，為期七日，店內工作人員包括外判清潔、保安及裝修等不得到其他地方上班，保持電話通暢，以便聯繫作進一步安排，並須於第一、三、五、七天接受四次核酸檢測。重新開放前，要確保所有工作人員已接受檢測並呈陰性。
7月6日，衛生局發出通告，表示因澳門於6月19日起出現新冠疫情，經流行病學調查結果發現，至少已有六名壹號廣場工作人員確診，主要涉及保安人員，為預防或消除可能危及或損害個人或集體健康因素或情況，作一項防範性措施。命令澳門壹號廣場所有店舖由今日下午3時至下周二（12日）23時59分，共關閉七天，所有店鋪內的工作人員，包括外判清潔、保安及裝修等人員，不得到壹號廣場或其他地方上班，並須在第一、三、五和七天接受核酸檢測，重新開放前應確保所有工作人員核檢陰性。在防疫記者會上，中心補充壹號廣場目前關閉的是商場部份區域，不涉及住宅部份，因為商場與住宅部份的保安是分開的，目前涉及核酸陽性個案的只是商場區域的保安工作人員。
衛生局傳染病防控處處長梁亦好於7月6日防疫記者會上宣佈由於四季名店二樓在7月5日亦出現核酸陽性個案，所以由當天起要求四季名店二樓及M樓層相關店鋪關門。

### 跨境外僱染疫致超市圍封
2022年8月7日，珠海市通報一例於澳門工作的外地僱員於珠海感染陽性個案；中午近1時，政府跨部門將氹仔Grand Mart兩邊出入口進行圍封，均有身穿防疫保護衣的警員駐守。據現場消息稱，超市的員工仍然留在店內。警員到場後，將仍在店內購物的顧客，逐一登記資料，有關顧客的澳門健康碼亦會被轉為“黃碼”。但具體情況仍然有待官方核實確認。

## 啟動大規模防疫預案

### 啟動前夕
- 6月19日上午，衛生局局長羅奕龍於緊急防疫記招上表示，當局視疫情趨勢提前啓動防疫預案，包括方艙醫院和酒店隔離措施，如有需要會向中華人民共和國中央人民政府請求派員支援澳門防疫工作[122]。
- 6月19日下午防疫記招上，衛生局局長羅奕龍表示，預料陽性個案會繼續增加，當局已準備隔離設施預案，包括搭建社區治療中心(方艙醫院)和收治核酸陽性患者酒店的方案已同步準備，可於 2日內投入使用[123]。
- 6月20日防疫記者會上，衛生局局長羅奕龍表示由於預期此輪疫情出現多宗確診個案，因此當局亦已同步啟動兩個預案，包括準備好社區治療中心（設於澳門蛋的方艙醫院），最快於6月21日完成設置，之後如有需要便可供確診病人入住。另一預案是安排酒店收治病人，也預計於當天晚上準備就緒，如有需要明天便可供使用[124]。

### 啟用確診者專用酒店
在6月22日防疫記者會上，衛生局局長羅奕龍宣布，因應確診病人數量增加，會將英倫遊艇會酒店 (位於氹仔蓮花海濱大馬路) 用作隔離核酸陽性人士，包括確診患者或無症狀患者，並將於當天傍晚會接受第一批病人。另外，位於澳門蛋的社區治療中心(方艙醫院)各方面已經準備好工作，隨時可根據疫情情況啟動，但會先使用英倫遊艇會酒店。
衛生局局長羅奕龍亦同時表示，方艙醫院是疫情防控一個手段及目標，根據需求及疫情評估，在有需時已準備好並隨時啓用，但要視乎實際需求。他稱，方艙醫院主要目的是收治症狀中等的患者，若無症狀或症狀很輕的人士，沒有醫療或照顧需求，絕對可透過在酒店房間形式居住。他認為，在目前可透過酒店房滿足需求時，期望現階段以酒店房形式為先，倘疫情進一步變化，政府啟動容量更大的地方即方艙醫院。
6月29日防疫記者會上，衛生局局長羅奕龍表示，即日起啟用澳門喜來登大酒店宏地樓作為收治感染者的隔離設施，共2,000間房。

### 正式啟動預案（方艙醫院）
6月23日新型冠狀病毒感染應變協調中心表示，為滿足疫情防控的檢疫需求，擴大檢疫站的服務空間，根據《澳門特別行政區政府應對大規模2019冠狀病毒病疫情應急處置預案》，6月24日上午6時停用北安臨時檢疫站，同步啟動位於澳門蛋C館的“方艙醫院”。按應急處置預案的規劃，C館用作檢疫分流，包括檢疫密切接觸者、共同軌跡人士等風險人士；而A 館前廳亦會用作分流混樣陽性病例、自我抗原檢測陽性人士。應變協調中心又表示，沿用現時安排，消防局負責運送密切接觸者、混樣陽性病例、自我抗原檢測陽性由消防運送；治安警察局負責運送共同軌跡等其他人士；此外，由治安警察局協調，交通事務局安排車輛將經初步檢測，暫時排除風險的人士送回澳門或氹仔市區。
6月25日，應變協調中心表示，設於澳門蛋C館的社區治療中心檢疫站已啟用，而位於澳門蛋A館的社區治療中心住院部雖已準備就緒，但目前仍未正式啟用。應變協調中心表示，因應昨日C館檢疫站的現場輪候人士較多，當局充份利用社區治療中心的其他空間，暫時安排抗原檢測陽性人士於A館停留，等候核酸檢測的結果，有關的臨時安排旨在有效避免交叉感染情況。

### 社區治療中心管理情況
7月1日疫情記者會上，當局詳細解釋有關澳門蛋A館分區分風險管理，專門用作較高風險人士的分流區有6個區域，相關情況如下：
1. A館登記處等候區 

2. A館輪候核酸檢測，由醫護人員為市民採兩個樣本，一是快速抗原檢測，二是鼻咽拭子核酸檢測；

3. A館核酸结果等候區，若快測呈陽性，須於此區等候結果；

4. A館入院等候評估區，若核酸檢測呈陽性，須於此區等候，等候評估，再決定去路環高頂公共衛生臨床中心還是到治療酒店；

5. 等候轉移至隔離酒店區域，由於他們是陽性病例，須使用消防負壓救護車以作轉送，消防部門正積極配合，當中超過60人將儘快轉移；

6. C館2樓，快速抗原檢測結果呈陰性的人士，需在此區等候核酸结果。

7月13日，衛生局公佈位於澳門東亞運動會體育館的社區治療中心檢疫設施的情況。
當局指該中心於6月24日起啟用，實施分區分風險管理，專門用作包括檢疫密切接觸者、共同軌跡人士、核酸檢測混樣樣本呈陽性等較高風險人士的檢疫分流；同時，設有確診者暫留區，並備有治療及急救設施，由仁伯爵綜合醫院派駐的醫護團隊觀察確診者健康情況，而所有確診病人均須經過嚴格的醫療評估，以便判斷前往合適的醫療設施作治療。目前社區治療中心運作暢順，中心將不同風險人士分流在6個區域等候，包括位於A館的登記處等候區、輪候核酸檢測區、核酸結果等候區、暫留區、等候轉運區；以及位於C館2樓供快速抗原檢測結果呈陰性人士進一步複檢的核酸結果等候區。社區治療中心既避免交叉感染情況，亦為暫時安排在社區治療中心等候進一步分流的市民提供24小時的醫療、護理服務及生活支援。在疫情中，社區治療中心發揮了更好地調整和處理分流人員的作用，亦有助緩解疫情對醫院或急症室的壓力，確保本澳醫療系統維持提供正常的醫療服務，照顧有需要的病人。

### 確診者治療方式
6月23日疫情記者會中，應變協調中心介紹根據預案，按確診患者的不同情況，將分別收治到三類地點接受隔離和醫治，包括：第一類是病情不穩或重症患者，會被安排到醫院級別的隔離設施進行治療；第二類是沒有症狀或症狀輕微，而且沒有特殊醫療或照顧需要的患者，會被安排到酒店接受隔離和治理；第三類為介乎中間情況，即有中度醫療或照顧需要的人士，會被安排在社區治療中心（設於澳門蛋的方艙醫院）進行治理。
6月27日防疫記者會上，衛生局傳染病防控處處長梁亦好表示，澳門本地注射及口服的抗病毒藥物皆有，截至目前，共有46人使用抗病毒藥物。
6月29日防疫記者會上，衛生局局長羅奕龍表示，在治療方面，根據早前制定的中醫藥診療方案，7月1日起，對在酒店隔離的核酸陽性人士，包括無症狀感染者或輕型確診者，願意接受中醫藥治療的前提下，中醫生透過電話和視像評估，根據患者體質處方連花清瘟膠囊或藿香正氣膠囊，希望緩解患者症狀和加快核酸轉陰。
6月30日防疫記者會上，衛生局傳染病防控處處長梁亦好稱，當局現時對55例陽性個案，使用相關藥物治療，包括有慢性疾病和年齡較高人士，用作抑制身體病毒複製，減少對身體的傷害。另外，梁亦好稱，至今共有 214名新冠患者同意接受中藥治療，分別英倫遊艇會酒店 157人，喜來登酒店宏地樓 57人，他們將於明天 (7月 1日) 開始安排用藥。
7月6日疫情記者會上，對於有關部門已制定了有關大型感染醫療預案，衛生局仁伯爵綜合醫院醫務主任李偉成表示，如醫療機構負荷較大時，將視乎需求啟動社區治療中心，或清空仁伯爵綜合醫院的普通病房作為隔離病房，以專門收治陽性病人。李偉成指，疫情至今，在目前逾千宗核酸陽性個案中，絕大部份屬於無症狀感染者，其醫療需要較低，八、九成病例正在隔離酒店作隔離，當局因應不同醫療需求提供基本的醫療支援，例如症狀治療或服用中藥等，現時均能很好地控制病人的症狀。他又稱，觀察到Omicron病毒對肺部的影響較輕微，本身患有慢性疾病的病患需要較多的醫療照顧。目前，在高頂公共衛生臨床中心的病人屬於高風險患者，例如其本身患有慢性疾病、不適合接種疫苗或是孕婦，需要醫療人員監測其狀況。除了數位重症病人需要氧氣，其他病例主要是由醫療人員照料其慢性疾病。李偉成表示，根據其他地區經驗，最擔心是陽性病人沒合適處理流程時，對醫院急症室造成較大衝擊，影響到提供正常醫療服務，目前經合理調配，已大大紓緩急診壓力；他稱，澳門非感染人士仍有其他不同的醫療需要，將不斷動態研判合理使用。

### 解除隔離規定
7月7日防疫記者會上，衛生局仁伯爵綜合醫院醫務主任李偉成表示，根據國家標準，連續兩次相隔超過24小時核酸檢測CT值超過35，可以解除隔離。 同日晚上，應變協調中心發佈“感染者和非感染者解除隔離標準之說明”，指出感染者不論是確診或無症狀感染者，均需要隔離至少7天，並達到相隔24小時的連續2次病毒核酸檢測結果陰性，或核酸檢測結果雖為陽性，但CT值等於或大於35，才可以解除隔離。多數感染者需要至少10天才可以達到這個標準。同時，若感染者為入境人士，則其隔離期間，不短於相應旅居史需要隔離的天數。至於非感染者，即因接觸感染者或因相關旅居史需要醫學觀察者，若在訂定的醫學觀察期間新冠病毒核酸檢測結果均為陰性，則可在醫學觀察期屆滿時解除隔離；倘在醫學觀察期間檢測到陽性，則應達到感染者解除隔離的標準才可以解除隔離。

### 增加專用醫學觀察酒店
6月25日疫情記者會中，旅遊局公共關係處處長藍同好表示，因應本次聚集性疫情的爆發，政府需要大量的醫學觀察酒店房間，繼葡京人酒店於6月23日用作專用醫學觀察酒店用途 (可提供650個房間) 後，巴黎人酒店亦於6月25日起亦用作專用醫觀酒店用途，可提供2,300個房間。

### 非澳門居民醫療費用
影響到他們參與全民核檢的積極性，恐造成防疫漏洞。在7月10日防疫記者會上，衛生局局長羅奕龍回應稱，市民不用擔心治療陽性感染費用，根據第2/2004號《傳染病防治法》，所有感染或懷疑感染傳染病的非本地居民包括外僱，衛生局局長可基於公共利益全部或部分豁免治療費用。現時最重要工作是抗疫，不希望任何人士因擔心費用而不去核檢。他又指，會設專門表格予非澳門居民，可作費用豁免的申請，程序簡單。

### 陽性患者服用中成藥治療情況
7月11日防疫記者會上，衛生局中醫服務發展廳代廳長莫蕙表示，截至本月(7月) 10日有 980人願意接受中藥治療，842人經評估後可服用中成藥，即共 981人次服用中成藥；在服藥人士當中有 139人二次指導用藥；用藥人士年齡為 11個月至 84歲。而目前提供中成藥有連花清瘟膠囊和藿香正氣軟膠囊，均為國家推薦用於治安核檢陽性等人士使用。目前中成藥的總派發量為 2,375盒，其中連花清瘟膠囊約佔 8成，藿香正氣軟膠囊和口服液約佔 1成 6。目前有 83名中醫生志願者參加抗疫工作。

### 陽性懷孕產婦分娩安排
7月22日防疫記者會上，仁伯爵綜合醫院醫務主任李偉成表示，有數名正在懷孕的婦女在本輪疫情中不幸感染，當中一名臨產孕婦在確診時懷孕38周，經過兩周的觀察，情況穩定。她在7月22日凌晨約4時至5時出現分娩跡象，當局以救護車將她送往仁伯爵綜合醫院，並於特別急診順利分娩。經證實，初生嬰兒並沒有受到感染，產婦的情況亦穩定。當局今日下午將產婦安排到公共衛生臨床中心作產後分娩護理和繼續醫學隔離，因其還沒有達到解除隔離的標準，而初生嬰兒則繼續留在醫院由醫護人員照顧。

### 社區治療中心停止運作
8月2日疫情記者會上，中心宣佈考慮到澳門疫情已進入“穩定期”，設於澳門蛋C館的社區治療中心設施於當天晚上10時停止運作，並且在全面清潔消毒後，該場地恢復體育運動的用途，因各種原因而被轉為紅碼的人士可改到祐漢街市公園戶外站或仁伯爵綜合醫院特別急診進行核酸檢測。

## 入住醫觀酒店或隔離措施特別安排
在6月30日防疫記者會上，旅遊局傳播及對外關係廳廳長劉鳳池表示，近日接獲有關疫情期間被衛生局要求入住醫學觀察酒店或無症狀感染者隔離設施的人士，是否豁免費用的查詢。她稱按照去年 (2021年)疫情做法，若有人被衛生局要求入住醫學觀察酒店或無症狀感染者酒店，且在衛生局提供的隔離人士名單上，相關醫學觀察酒店費用將被豁免，但因額外要求衍生的服務費用除外。

## 要求特定人士作出主動申報
6月22日，應變協調中心表示於6月18日上葡京婚宴活動至當天已涉及4名陽性病例，呼籲曾參與當天婚宴活動的人士，主動通過應變協調中心網上申報系統內的專門連結主動作出申報，並按系統要求填寫清晰的姓名、聯絡電話等資料，衛生局疾病預防及控制中心會儘快聯絡安排相關人士進行檢疫和管控措施。 衛生局傳染病防控處處長梁亦好在當天防疫記者會上解釋，當局認為婚宴有傳播風險，惟主辦方未能在短時間內提供所有出席嘉賓名單，目前只能提供百多人，希望以最快時間接觸到相關人士而作出呼籲。當局兩日前已將其中三例的同桌食客全部管控，幾項工作同步進行中。對於當日是否超過四百人出席，她表示暫未完全掌握。現先管控最高風險人士，即曾除下口罩、近距離接觸患者，會分批跟進次風險人士。
6月23日，應變協調中心再次呼籲6月18日曾參與上葡京婚宴活動的人士主動申報，並根據調查資料，當天婚宴活動約涉及350名參與人士，員工約100人，而截至6月23日下午1時，150人已通過網上申報系統主動作出申報，結合司法警察局的調查資料，目前已掌握有292人名單。
6月24日，對於網上流傳涉及艷麗大廈群組的上葡京婚宴有立法議員出席，衛生局傳染病防控處處長梁亦好在防疫記者會中表示，該群組名單中有四百多人，沒有細看是否有議員，會根據風險評估採取管控措施 。至今針對上葡京婚宴的跟進情況，當局一共跟進了429人，其中，416人需要管控，包括工作人員83人、同場賓客333人。

## 避暑中心和避險中心加強防疫措施
6月23日至6月26日，由於澳門天氣酷熱，地球物理暨氣象局發出黃色高温提示。社會工作局表示，位於青洲坊大廈 E1的避暑中心已對外開放，直至氣温回落。市民進入避暑中心前，須先接受快速抗原檢測且結果為陰性。
7月1日至2日，受颱風暹芭影響，氣象局發出八號東南風球，社會工作局4個避險中心開放，社工局要求所有人士在進入避險中心前須先接受新冠病毒快速抗原檢測且結果為陰性方可進入。
7月10日，氣象局發出黃色高溫提示，社工局避暑中心已對外開放，直至氣溫回落。為配合本澳防疫工作，避暑中心暫遷往青洲災民中心地下，入口位於青洲收容所街；並根據第115/2022號行政長官批示，非因執行必要工作、購買生活物資或其他緊急原因，所有人員須留在住所，避暑中心將於同日下午6時關閉。此外，市民進入避暑中心前須先接受快速抗原檢測且結果為陰性。避暑中心按照衛生局的指引，做好各項防疫措施，包括：準備足夠防疫物資，要求使用者測溫、出示“澳門健康碼行程記錄場所碼”、配戴KN95或以上規格口罩、與其他人保持 1 米以上距離等。

## 縮短本地疫情風險人群醫學觀察日數
新型冠狀病毒感染應變協調中心宣布，因應疫情變化，並鑑於Omicron變異株感染潛伏期短，由6月25日開始調整澳門本地疫情風險人群，包括核心密切接觸者、非核心密切接觸者（共軌人士）、次密切接觸者的管控措施如下：
| 風險人群分類                     | 原醫學觀察日數 | 修改醫學觀察日數                  | 核酸檢測要求                                                                 | 備註                                             |
| -------------------------------- | -------------- | --------------------------------- | ---------------------------------------------------------------------------- | ------------------------------------------------ |
| 核心密切接觸者、非核心密切接觸者 | 10             | 8+2 (8天醫學觀察+2天自我健康管理) | 第0、2、4、7天接受核酸檢測，第8至10天健康碼黃碼亦須於第8、10天進行核酸檢測。 | 沒有進行核酸檢測人士健康碼將於第10天後轉為紅碼。 |
| 次密切接觸者                     | 7              | 5+2 (5天醫學觀察+2天自我健康管理) | 第0、2、4天接受核酸檢測，第5至7天健康碼黃碼，及須於第5、7天進行核酸檢測。    | 沒有進行核酸檢測人士健康碼將於第7天後轉為紅碼。  |

## 市政署寵物暫託服務
至6‧19疫情發生後，市政署對居民如因確診或須隔離未能照顧寵物，會就特殊情況提供寵物暫托服務，由6月19日至今，已接到了犬、貓、兔、刺猬等34隻寵物暫托求助個案，部份已由寵物主親友領走，部份送到市政狗房暫托。市政署呼籲飼主勿因確診或隔離獨留寵物在家，更勿誤信謠言而遺棄寵物。經檢查，全部寵物未有出現任何不適或懷疑感染2019冠狀病毒病的症狀。在接獲求助通報後，市政署會派出動物醫療及管護人員前往接收需照顧動物，並送至市政狗房特設的動物隔離檢疫區，接受健康檢查、醫學觀察及基本生活照顧，讓飼主能安心接受隔離或治療。市政署呼籲，飼主可與親友提前溝通，讓寵物由熟悉的人接手照護與陪伴，以減少寵物恐慌與分離焦慮。飼主一旦住院或被隔離致電新型冠狀病毒感染應變協調中心或市政署市民服務熱線主動通報，以便當局適時提供支援，保障動物福利。
7月12日，市政署推出狗隻暫托服務，在施行“相對靜止”的防疫措施期間，若有市民因家中不具備條件而影響到狗隻的生命健康，可以使用市政署在市政狗房的暫托服務；而有病的狗隻，飼主可以帶狗隻外出求診治療，不接受暫托。暫托期由7月13日下午3時起至18日，出於防疫的考慮，狗隻暫托期間不設探視。需要暫托狗隻的飼主，需先以電話預約，並在已約好的時間內，自行安排交通工具把狗隻運往市政狗房，暫托期滿後，飼主自行到市政狗房領回狗隻。按照有關市政條例定訂的標準，每隻狗每天收取130-150元的暫托費，具體費用視乎狗隻體積而定。需要了解暫托服務的要求及安排，以及進行預約的市民，請致電市政署的電話2833 7676。

## 修改病毒混合樣本檢測呈陽性相關處理說明
6月24日，應變協調中心表示，鑑於是次疫情出現多個「10混1」樣本檢測呈陽性的情況，需要接受單樣複檢的人數較多，故就混合樣本檢測呈陽性的處理流程作出說明如下：
當實驗室檢測發現混合樣本檢測呈陽性的情況，會立即通報疾病預防及控制中心，由流行病學調查人員聯絡涉及該混合樣本的所有人士及說明情況，相關人士首先在家中進行一次快速抗原檢測；抗原檢測呈陽性者優先，抗原檢測呈陰性者則按順序，均由救護車接送到指定地點接受快速抗原檢測和鼻咽拭子核酸檢測。
另外，針對複檢（包括：自我快速抗原檢測、指定地點接受快速抗原檢測或鼻咽拭子核酸檢測）過程中的不同情況則作以下處理：
情況1：同一混檢樣本中任一人複檢結果呈陽性，餘下人士只須在指定地點完成快速抗原檢測結果呈陰性，無須等候鼻咽拭子核酸檢測結果便可離開；
情況2：同一混檢樣本的相關人士在複檢過程中未有發現陽性人士，則所有相關人士須等候鼻咽拭子核酸檢測結果，結果呈陰性者可離開。
而陽性混檢樣本的相關人士完成複檢後，除陽性病例外，餘下人士須進行自我健康管理7天，期間健康碼轉黃碼，並按進行混合樣本檢測當天為第0天計算，於第2、4、6天進行核酸檢測。
7月3日，應變協調中心宣佈在新一輪全民核酸檢測計劃期間，將在澳門半島及離島區的不同區域，安排了30個流動採樣小組，每個小組由1名司機、1名治安警察局警員及1名採樣人員組成。衛生局會聯絡每一名涉及混合樣本陽性的人士，要求有關人士留在家中，等待流動採樣小組上門採集核酸樣本。應變協調中心指出，最理想情況下是有關人士及其同住人一起留在家中，等待流動採樣小組上門採集核酸樣本；有關人士等待複檢結果前，均不能離開住所，應在家中耐心等候檢測結果。
7月7日，應變協調中心表示，只有在流動採樣小組可確認有關人士具體位置的情況下，方能在其核酸混檢陽性時登門進行核酸採樣。由於所有在澳人士進行核酸檢測前須先進行抗原檢測，因此，在申報抗原檢測結果時應提供詳細的常住地址或身處位置的具體地址，一旦出現核酸檢測混檢樣本陽性，流動採樣小組登門進行核酸採樣。如果申報的地址不完整，核酸採樣小組未能確定其位置，則需要交由警方跟進找出有關人士，並由消防車送到社區治療中心（澳門東亞運動會體育館）進行核檢及等候結果。

## 死亡病例遺體處理方法
7月3日，因應澳門出現首兩宗陽性感染後的死亡個案，中心表示根據澳門特別行政區政府應對大規模2019冠狀病毒病疫情應急處置預案，15個工作小組中的遺體處理小組已即時啟動預案，按照預案，遺體在不會引起社區危險的原則下進行妥善處理。政府考慮到家屬的感受，會儘最大能力作出妥善處理。

## 人流管制措施
7月9日起，街市開始實行人流管制，並按實際情況限制人流進場。至於超級市場方面，要求入場人士須佩戴 KN95或以上級別的口罩，超市將配合當局指示限制接待人數，例如收銀台有 8-10人排隊結帳時，則視為人流量較大，超市將於門外截流，待客流量逐漸減少，才再次開放市民入內。 經濟及科技發展局促進營商處劉傑麟處長表示，特區政府已對超市採取臨時強制措施，增派工作人員加強人流管理，提醒居民遵守防疫措施。若人流較多時，工作人員將維持秩序，勸籲不要湧入超市及排隊入場。他稱，現時普遍市民均配合當局的防疫措施及理性購物。
7月11日，經濟及科技發展局及澳門消費者委員會表示，各區超市營運如常，人流秩序大致順暢，經財範疇多個部門持續派員到全澳各區多間主要超市，加強場所的人流管理及在場提供協助。
7月21日，市政署指持續評估各街市的實際情況採取人流管制措施，其中在沙梨頭街市一度實施派籌方式限制人流，市政署呼籲消費者務必錯峰前往街市及小販區，特別是沙梨頭及義字街小販區等人流較多的地點。沙梨頭街市人流高峰約在早上9時至11時，祐漢街市及下環街市人流主要集中在早上9時至12時、下午4時至6時。另外，義字街小販區人流亦較多，主要集中早上11時半至12時半；下午5時至6時半。市政署呼籲消費者務必錯峰前往街市及小販區，排隊輪候時保持社交距離，並配合政府防疫工作。市政署已分別於人流較多的沙梨頭街市、祐漢街市及下環街市外架設排隊動線，並由工作人員指示市民有序進入街市，同時亦為長者及行動不便人士安排特別通道。
7月23日至8月7日，義字街及部份道咩卑利士街路段於7月23日至7月29日的鞏固期內，每天上午10時至中午12時30分，下午4時30分至下午6時30分，將實施人流管制措施，市民進入義字街只可向高士德大馬路方向前行；位於盧九街至群隊街一段的道咩卑利士街亦實施單向前行的管制。

## 口罩配售計劃作調整
7月21日開始的第四十四輪口罩保障澳人計劃，僅配售兒童口罩，暫停配售成人口罩。當局未有說明這次安排的原因，只叫市民若有需要可到藥房自行購買合規格的KN95或以上標準的口罩，以便外出時可佩戴。有市民估計，政府不主張市民在未來一月佩戴一般醫療外科口罩，而是要求佩戴KN95或以上標準的口罩，雖然行政長官批示，於為期一星期的試行鞏固期內市民外出須繼續佩戴KN95或以上標準的口罩，預料這個口罩令一星期後會延長，維持至少一月。

## 疫情記者會颱風期間暫停
- 7月2日，受颱風暹芭影響，衛生局通知，因颱風關係，天氣惡劣且不穩，故下午5時的疫情新聞發佈會暫停[165]。

## 外部連結
- 新型冠狀病毒感染應變協調中心疫情專頁 （页面存档备份，存于）
- 新型冠狀病毒快速抗原檢測平台 （页面存档备份，存于）